# حصارقاضی
حصارقاضی، روستایی از توابع بخش جوادآباد شهرستان ورامین در استان تهران ایران است.

## جمعیت
این روستا در دهستان بهنام عرب جنوبی قرار دارد و براساس سرشماری مرکز آمار ایران در سال ۱۳۸۵، جمعیت آن ۷۰۶ نفر (۱۶۱خانوار) بوده‌است.